# Kristian Møhl
Karl Kristian Møhl Hansen, född 20 februari 1876, död 7 december 1962, var en dansk målare.
Møhl var medlem av Den Frie Udstilling och målade kultiverade landskapsbilder i dämpad, ibland något galleriaktig färg samt utförde dekorativa, färgglada teckningar av växtdetaljer och djur, såsom Kungsljus och snok (1928).